# Voorschoten
Voorschoten  è un comune olandese di 23 479 abitanti situato nella provincia dell'Olanda Meridionale.

## Monumenti
- Castello Duivenvoorde